# Carrick Rangers Football Club
El Carrick Rangers Football Club es un club de fútbol de Irlanda del Norte, con sede en Carrickfergus, Condado de Antrim. Fue fundado en 1939, y compite en la NIFL Premiership, máxima categoría del fútbol norirlandés.

## Historia
Fue fundado en el año 1939 en la localidad de Carrickfergus luego de la fusión de los equipos locales Barn Mills y Bubbles; y posee una rivalidad con el  Larne y el Ballyclare Comrades.
Desde 1983 hasta el 2003, el equipo estuvo en la IFA Premiership, pero eso acabó cuando la Federación de Fútbol de Irlanda del Norte cambió el estatuto de equipos participantes de 20 a 16, aunque regresó a la máxima categoría en 2010/11, pero solo duró 1 año y descendió. Ha sido campeón de Copa 1 vez en 3 finales jugadas, la cual ganó venciendo al Linfield FC en una de las mayores sorpresasa en la historia del torneo.
A nivel internacional ha participado en 1 torneo continental, en la Recopa de Europa de Fútbol de 1976/77, siendo eliminado en la Segunda ronda por el Southampton FC de Inglaterra.

## Palmarés

### Torneos nacionales
- Copa de Irlanda del Norte (1): 1975-76
- Segunda División (8): 1961-62, 1972-73, 1974-75, 1976-77 (compartido), 1978-79, 1982-83, 2010-11, 2014-15
- Copa de la Liga Intermedia (4): 1975-76, 1976-77, 2010-11, 2014-15
- Copa de la Liga de la Liga Intermedia (1): 2003-04
- Louis Moore Cup (2): 1963-64, 1969-70

### Torneos regionales
- County Antrim Shield (1): 1992-93
- Steel & Sons Cup (3): 1961-62, 1967-68, 2014-15
- Liga Amateur del Norte (2): 1948-49, 1951-52

## Participación en competiciones de la UEFA
| Temporada | Torneo                | Ronda | Club        | Casa | Visita | Global |
| --------- | --------------------- | ----- | ----------- | ---- | ------ | ------ |
| 1976–77   | UEFA Cup Winners' Cup | 1     | Aris        | 3–1  | 1–2    | 4–3    |
| 1976–77   | UEFA Cup Winners' Cup | 2     | Southampton | 2–5  | 1–4    | 3–9    |